# Činkai kaigun kókútai
Při přepisu japonštiny byla použita česká transkripce
U japonských jmen je rodné jméno uváděno na prvním místě a rodové jméno na druhém (ve znacích je ale dodrženo tradiční japonské pořadí)
Činkai kaigun kókútai (鎮海海軍航空隊), Činkai kókútai (鎮海航空隊), či Činkai kú (鎮海空), neboli Činkaiská (námořní) letecká skupina/pluk, byla kókútai japonského císařského námořního letectva. Byla zformována 1. října 1936 v Činkai (dnes součást Čchangwonu) na jihu Korejského poloostrova a podléhala Činkai keibifu (鎮海警備府 ~ činkaiská kontrolní základna). Primárním úkolem jednotky byla ochrana Cušimského průlivu a za tím účelem používala několik typů hydroplánů a od roku 1943 i pozemní B5N2 („Kate“).

## Historie a nasazení
Činkai kaigun kókútai byla založena na základě „programu druhého kruhu“ (マル2計画 ~ Maru ni keikaku) z roku 1934. Hlavní základnou se stalo korejské Činkai (Korea byla tehdy součástí japonského císařství), kde již mělo císařské námořnictvo svoji základnu zodpovědnou za střežení Cušimského průlivu a které byla Činkai kú podřízena.
Dne 15. prosince 1944 byla jednotka (spolu s několika dalšími kókútai) začleněna do Kaigun kókútai 951 (ex Sasebo kú), ale nadále působila z Činkai. Na domovské základně také jednotku zastihla japonská kapitulace v srpnu 1945. Po kapitulaci byla jednotka rozpuštěna.
Část letounů operovala i ze Saišú-tó (最終島, dnes Čedžu).

## Označování letounůČinkai kaigun kókútai
Letouny Činkai kókútai nesly jako prefix kódového označení znak チ (katakanou psané „či“).

## LetadlaČinkai kókútai
V prvních letech své existence operovala Činkai kú se šesti plovákovými dvouplošnými hydroplány Kawaniši E7K a to jak ve verzi E7K1, tak později E7K2. K 1. prosinci 1941 disponovala podle Cea šesti jednoplošnými plovákovými hydroplány Aiči E13A. Vejřík uvádí šest E7K2. Stejný počet E13A uvádí Cea i k 1. listopadu 1942.
Počátkem roku 1943 byl letecký park posílen o pozemní Nakadžima B5N a hydroplány Nakadžima E4N. Cea uvádí k 1. listopadu 1943 následující počty: 12 B5N, 12 E13A a 8 E4N. B5N a zejména E4N byly v roce 1943 již zastaralé, ale pro námořní hlídkování pořád dostačující.

## VeliteléČinkai kókútai

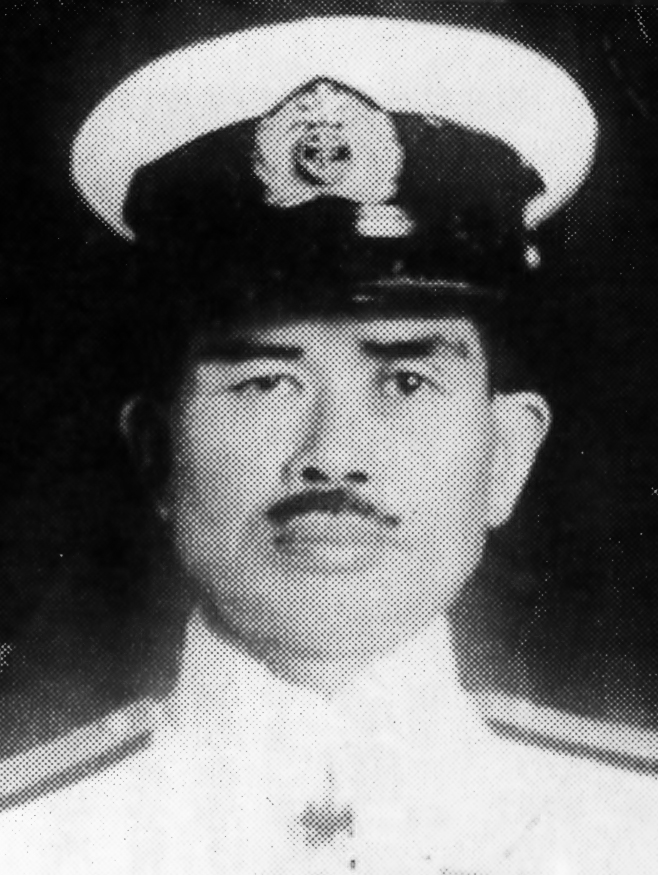
První velitel Činkai kú Rinosuke Ičimaru

- Od 1. října 1936 do 15. listopadu 1937: čúsa (中佐 ~ fregatní kapitán) Rinosuke Ičimaru (市丸 利之助; 1. prosince 1936 povýšen na taisa [大佐 ~ námořní kapitán])[6]
- Od 15. listopadu 1937 do 15. prosince 1938: čúsa Šigeki Andó (安藤 栄城; 1. prosince 1937 povýšen na taisa)[7]
- Od 15. prosince 1938 do 15. října 1940: čúsa Sadakacu Minobe (美濃部 貞功; 15. listopadu 1939 povýšen na taisa)[8]
- Od 1. května 1944 do 15. prosince 1944: Secudži Aoki (青木 節二)